# カスパー (プファルツ＝ツヴァイブリュッケン公)
カスパー（ドイツ語：Kaspar, 1458年7月11日 - 1527年夏）は、プファルツ＝ツヴァイブリュッケン公（在位：1489年 - 1490/1514年）。

## 生涯
カスパーはプファルツ＝ツヴァイブリュッケン公ルートヴィヒ1世とジャンヌ・ド・クロイの息子である。1478年にブランデンブルク選帝侯アルブレヒト・アヒレスの娘アマーリエ（1461年 - 1481年）と結婚したが、アマーリエは20歳になる前に死去し、2人の間に子供は生まれなかった。カスパーが「精神錯乱」の兆候を示したとき、アマーリエは夫を置いて父のもとに戻った。その直後に妃アマーリエが亡くなった後、カスパーは結婚式の際に与えられた領土を剥奪されることになった。カスパーは父が権利を剥奪したことに激怒し、長子相続に基づいて権利を与えられていた領地をすべてプファルツ選帝侯フィリップに寄贈し、ハイデルベルクに移った。こうして、弟アレクサンダーとの共同統治の取り決めは無効となった。カスパーはルートヴィヒが次男のアレクサンダーを支持していると信じていた。
父ルートヴィヒ1世は、相続した息子カスパーとアレクサンダーの間で、カスパーが受け取るはずだったプファルツ＝ツヴァイブリュッケン公領と、アレクサンダーに与えられるはずだったプファルツ＝フェルデンツ公領とに分割されることを防ぐために、2人がプファルツの統治を引き継ぎ公領全体を一緒に統治すべきであるという布告を出した。しかし、ルートヴィヒの死からわずか1年後、アレクサンダーは兄を逮捕し、カスパーは1490年に精神異常の疑いでキルケル城に連行された。その後、カスパーはノーフェルデン城に投獄され、精神異常者と宣告された。それ以来、アレクサンダーは1514年に亡くなるまで単独で統治したが、カスパーが正式に公位を剥奪されたのはその年になってからであった。1527年の夏に死を迎えるまで、カスパーは塔から出ることができなかった。カスパーはヴォルファースヴァイラーの村の教会に埋葬された。
カスパーが実際に精神疾患または道徳的問題のために職務を遂行できなかったのか、あるいは弟アレクサンダーが権力を独占するために単にカスパーを排除したのかどうかは、最終的に確認することはできない。統治を兄弟に委ねるという父ルートヴィヒの決定も、さまざまな形で解釈することができる。